# توماش ماكوفسكي
توماش أرتور ماكوفسكي (1970- ) هو المدير العام للمكتبة الوطنية البولندية، رئيس مجلس المكتبات، رئيس لجنة احتياطات المكتبات الوطنية ورئيس لجنة الترقيم بوزارة الثقافة والورث الوطني.
كان ماكوفسكي يعمل في المكتبة الوطني منذ سنة 1994. قبل أن أصبح مدير عاما سنة 2007، عمل نائبا للمدير العام ومدير البحوث كما عمل رئيسا للمجموعات الخاصة.
هو عضو مجلس الإدارة في عدة المؤسسات والمنظمات في بولندا وفي الخارج من بينها المكتبة الأوربية و سجل ذاكرة العالم لليونسكو والأخرى. وهو أستاذ مساعد في جامعة كاردينال ستيفان فسشينسكي [الإنجليزية] في وارسو .
له ثلاثة كتب (1996، 1998، 2005) وعدة مقالات وهو متخصص في تاريخ المكتبات وعلم المخطوطات.